# Burton (Duddon and Burton)
Burton är en by i civil parish Duddon and Burton, i distriktet Cheshire West and Chester, i Storbritannien. Det ligger i grevskapet Cheshire och riksdelen England, i den södra delen av landet, 250 km nordväst om huvudstaden London. Burton/Burton by Tarvin var en civil parish 1866–2015 när blev den en del av Duddon. Civil parish hade 50 invånare år 2001. Byn nämndes i Domedagsboken (Domesday Book) år 1086, och kallades då Burtone.